# Wilhelm Rosinek
Wilhelm „Willi” Rosinek (ur. 5 września 1901) – austriacki sztangista, wicemistrz świata. 

## Kariera
Największy sukces w karierze osiągnął w 1923 roku, kiedy podczas mistrzostw świata w Wiedniu zdobył srebrny medal w wadze piórkowej. W zawodach tych rozdzielił na podium swych rodaków: Andreasa Stadlera i Emila Klimenta. Był to jego jedyny medal wywalczony na międzynarodowej imprezie tej rangi. Rok później wystartował na igrzyskach olimpijskich w Paryżu, gdzie zajął piąte miejsce w tej samej kategorii. Był tam pierwszy w podrzucie, dziesiąty w rwaniu, dziesiąty w wyciskaniu, czwarty w podrzucie jednorącz i szósty w rwaniu jednorącz. Łącznie uzyskał 375 kg.